# فربيون بقدونسي
الفربيون البقدونسي إو إشخاص أو رَحْل أو شَلْجَم برّي (باللاتينية: Euphorbia apios) نوع نباتي يتبع جنس الفربيون من الفصيلة اللبنية.

## الموئل والانتشار
ينتشر في بلاد الشام وتركيا واليونان وبلغاريا وإيطاليا.

## مرادفات للاسم العلمي
- (باللاتينية: Euphorbion apium (L.) St.-Lag.)
- (باللاتينية: Galarhoeus apios (L.) Haw.)
- (باللاتينية: Tithymalus apios (L.) Hill)
- (باللاتينية: Euphorbia pubigera Friv. ex Boiss., nom. illeg.)
- (باللاتينية: Euphorbia apios var. lamprocarpa Boiss.)